# Тангла

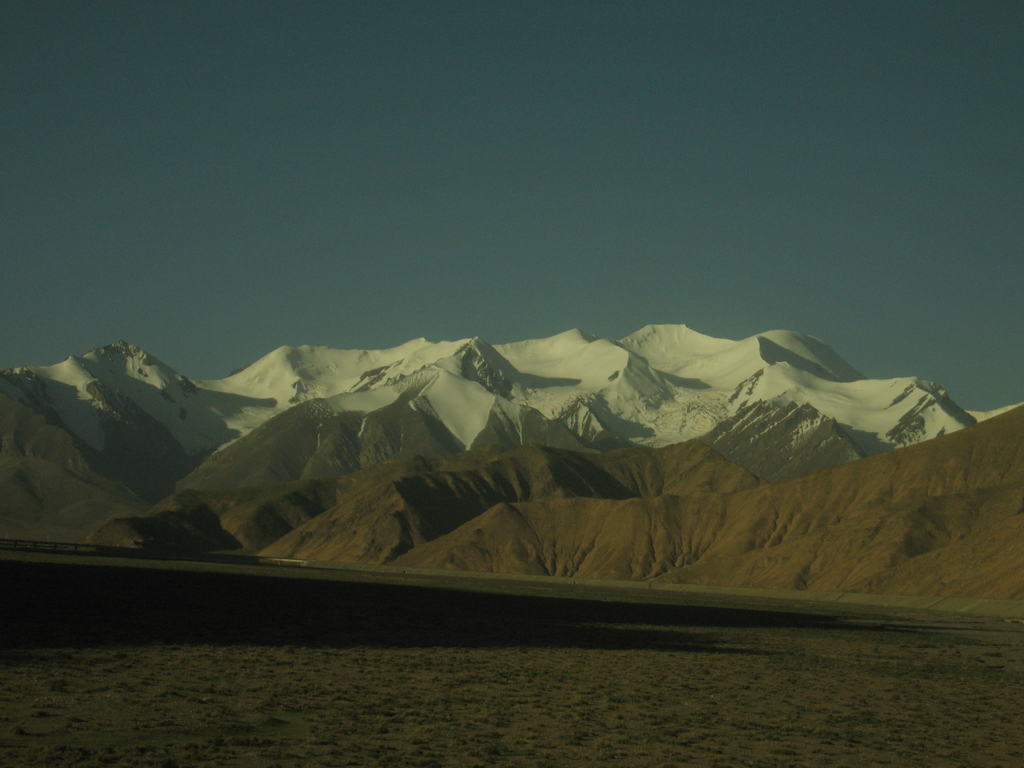
Вид на гори з Цинхаю.

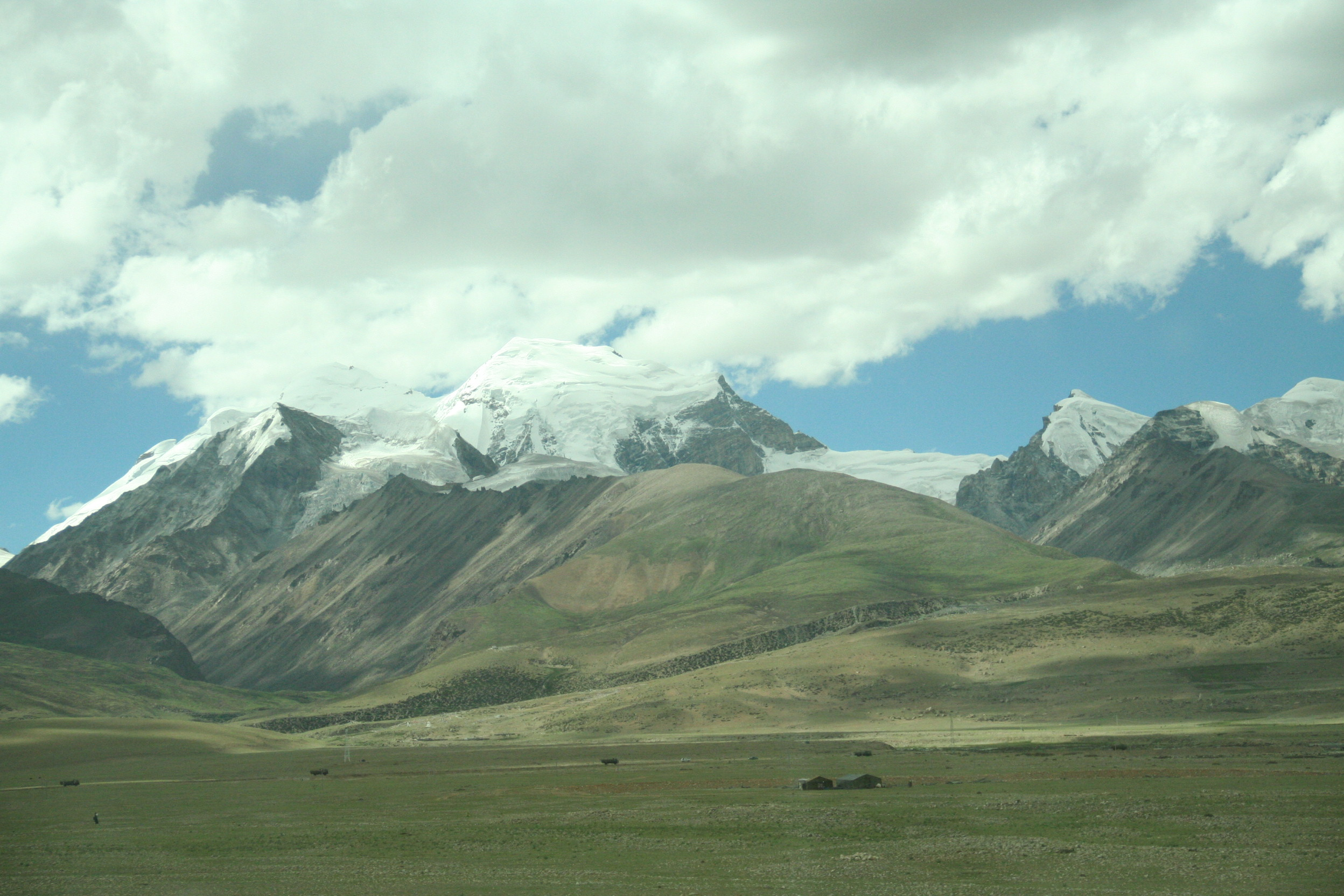
Вид з Цінхай-Тибетської залізниці.

Тангла (кит. трад. 唐古拉山 脉, піньїнь: Tánggǔlā shānmài) — узагальнююча назва гірських масивів і різноспрямованих коротких хребтів у центральній частині Тибетського нагір'я в Китаї.
Максимальна висота досягає 6555 м. Гори складені головним чином вапняками і глинистими сланцями. Характерно поєднання куполовидних вершин і пологих схилів, покритих кам'яними розвалами, які перемежовуються з широкими плоскодонними улоговинами на висотах 4700-5400 м. Звичайні сильні вітри. На найвищих вершинах розташовані льодовики. Переважають ландшафти високогірних степів і холодних пустель.
Вперше гори Тангла були описані російським ученим Миколою Пржевальським.

## Тангла на картинах художників
- Тангла на полотнах М. К. Реріха